# Werner Stutz
Werner Stutz   (Sarmenstorf, 19 d'abril de 1962) és un ciclista suís, ja retirat, que fou professional entre el 1987 i el 1996. En el seu palmarès destaquen dues etapes de la Volta a Suïssa i la general del Gran Premi Guillem Tell de 1990.

## Palmarès
- 1986
  - Vencedor d'una etapa del Gran Premi Guillem Tell
- 1987
  - Vencedor d'una etapa de la Volta a Suïssa
  - Vencedor d'una etapa del Gran Premi Guillem Tell
- 1988
  - Vencedor d'una etapa de la Volta a Suïssa
  - Vencedor d'una etapa del Gran Premi Guillem Tell
- 1990
  - 1r al Gran Premi Guillem Tell i vencedor de 2 etapes
- 1991
  - 1r als Sis dies de Zuric, amb Stefan Joho

### Resultats al Giro d'Itàlia
- 1988. 43è de la classificació general
- 1989. 62è de la classificació general
- 1990. 51è de la classificació general

### Resultats al Tour de França
- 1991. 113è de la classificació general